# Dieter Walter (Fußballspieler)
Dieter Walter (* 25. Juli 1948; † 26. Januar 2022) war ein deutscher Fußballspieler. Der Stürmer auf Rechtsaußen war seine gesamte Karriere für die SpVgg Erkenschwick aktiv und bestritt von 1969 bis 1974 für den Verein 145 Spiele (33 Tore) in der Regionalliga West sowie von 1974 bis 1976 insgesamt 72 Spiele (zehn Tore) in der 2. Bundesliga Nord.

## Laufbahn
Dieter Walter spielte in der Nachwuchsabteilung der SpVgg Erkenschwick und wurde zur Saison 1968/69 mit anderen jungen Eigengewächsen wie Peter Anders und Gerd Deutschmann in der ersten Herrenmannschaft integriert. Der Verein erreichte in der damaligen Verbandsliga Westfalen den zweiten Tabellenplatz hinter der DJK Gütersloh und nahm dadurch an der deutschen Amateurmeisterschaft teil, wo man das Finale erreichte, dort jedoch dem SC Jülich mit 1:2 unterlag. Außerdem konnte Dieter Walter mit der Spielvereinigung als Verbandsliga-Vizemeister 1969 doch noch der Aufstieg in die Regionalliga West feiern. Es fand ein zusätzliches Qualifikationsspiel gegen den SSV Hagen statt, welches die SpVgg. Erkenschwick vor 22.000 Zuschauern im Stadion Rote Erde in Dortmund mit 2:1 nach Verlängerung gewann, Walter erzielte ein Tor.
In den folgenden Jahren spielte Dieter Walter mit der Erkenschwicker Mannschaft um Hugo Lütkebohmert und Horst Koschmieder in der Regionalliga West, die beste Platzierung war hier ein sechster Platz in der Saison 1971/72. Nach der Umstrukturierung der DFB-Ligen qualifizierte er sich 1974 mit seinem Verein für die neu gegründete 2. Bundesliga, Dieter Walter hatte bis dahin 145 Regionalligaspiele absolviert und 33 Tore erzielt. Für die SpVgg Erkenschwick gab er in der Saison 1974/75 sein Zweitligadebüt am 3. August 1974 (1. Spieltag) beim 2:1-Auswärtssieg bei Olympia Wilhelmshaven. Insgesamt wurde er 37 mal eingesetzt und erzielte drei Tore. Am Saisonende belegte Erkenschwick den 16. Platz der Abschlusstabelle. In der folgenden Saison 1975/76 kam er auf weitere 35 Einsätze und sieben Tore, musste mit der SpVgg Erkenschwick jedoch den Abstieg aus der zweiten Bundesliga in Kauf nehmen.
Während andere Leistungsträger den Verein nach dem Abstieg verließen, blieb Dieter Walter dem Stimbergstadion treu und spielte mit den Schwickern fortan in der Verbandsliga Westfalen. Nach Platz fünf 1977 erreichte er mit der SpVgg. Erkenschwick 1978 die Vizemeisterschaft, wodurch sich der Klub erneut für die Deutsche Amateurmeisterschaft qualifizierte. Nach einem Erstrundensieg über den FV Biberach unterlag man im Viertelfinale dem ESV Ingolstadt. Ab der Saison 1978/79 spielte Walter mit Erkenschwick in der neu geschaffenen Oberliga Westfalen, wo man, nach Rang drei im Premierenjahr, in der Saison 1979/80 mit drei Punkten Vorsprung vor dem 1. FC Paderborn Meister wurde. Die Mannschaft um die erfahrenen Dieter Walter, Uwe Eplinius und Torjäger Gisbert Paus gewann die entscheidenden Spiele gegen den 1. FC Paderborn (2:1 vor 7000 Zuschauern) und bei den Sportfreunden Siegen (2:1 vor 8000 Zuschauern). Neben dem Aufstieg in die 2. Bundesliga nahm Walter mit der Spielvereinigung zum dritten Mal an der deutschen Amateurmeisterschaft teil, doch erneut war im Viertelfinale nach zwei Niederlagen gegen den Nordrhein-Meister 1. FC Bocholt Schluss.
Mit dem Aufstieg in die zweite Bundesliga beendete der Rechtsaußen 1980 seine Karriere bei der SpVgg. und wurde Spielertrainer bei Grün-Weiß Erkenschwick und Trainer beim ETuS Haltern.